# Amaury Pasos
Amaury Antônio Pasos (São Paulo, 1935. december 11. – São Paulo, 2024. december 12.) világbajnok és olimpiai bronzérmes brazil kosárlabdázó.

## Pályafutása

### Klubcsapatban
1951 és 1957 között a CR Tietê, 1958 és 1965 között a CR Sírio, 1966 és 1972 között a Corinthians kosárlabdázója volt.

### A brazil válogatottban
1954 és 1967 között két arany- és egy-egy ezüst- illetve bronzérmet szerzett a világbajnokságokon. Az 1959-es chilei és az 1963-as hazai rendezésű világbajnokságon aranyérmes lett a csapattal.
1956 és 1964 között három olimpián szerepelt. Az 1960-as római és az 1964-es tokiói olimpián bronzérmet szerzett a brazil csapattal.

## Sikerei, díjai
- Olimpiai játékok
  - bronzérmes (2): 1960, Róma, 1964, Tokió
- Világbajnokság
  - aranyérmes (2): 1959, 1963
  - ezüstérmes: 1954
  - bronzérmes: 1967
- Bajnokcsapatok dél-amerikai bajnoksága (Campeonato Sudamericano de Clubes Campeones)
  - győztes (2): 1961, 1969
- Brazil bajnokság
  - bajnok (2): 1966, 1969
- São Paulo állam bajnoksága (Campeonato Paulista de Basquete Masculino)
  - bajnok (5): 1959, 1962, 1966, 1968, 1969